# Cleome kelleriana
Cleome kelleriana là một loài thực vật có hoa trong họ Màng màng. Loài này được (Schinz) Gilg & Benedict mô tả khoa học đầu tiên năm 1915.